# Libystica fumosa
Libystica fumosa là một loài bướm đêm trong họ Noctuidae.